# Холандска война
Холандската война (на английски: Franco-Dutch War; на нидерландски: Hollandse Oorlog; на френски: La Guerre de Hollande) се води в западна Европа от 1672 до 1678 г. От едната страна воюват Франция на Луи XIV и Англия (в началото), а от другата – Холандия, Австрия, Испания и редица малки германски държавици. Войната завършва с победа на Франция.

## Причини и политическа обстановка
След възкачването на трона на Луи XIV през 1643 г. Франция е във възход и се стреми да се възползва от нарастващата си сила, за да спечели определени териториални придобивки. Като основен противник тя продължава да вижда отслабващата Испания и през 1667 г. при първия сгоден случай я напада (виж Деволюционна война). До този момент Нидерландия, Англия и Швеция винаги са поддържали Франция срещу Испания, тъй като са считали Испания за хегемон и за заплаха. Но френските успехи през 1667 г. са толкова големи, че те преоценяват отношението си и за пръв път виждат Франция като агресивна и опасна държава. Те създават съюз против нея (Троен съюз) и принуждават Луи XIV да се откаже от намеренията си. Той отстъпва, но е възмутен срещу предателството на Холандия, с която има съюзен договор. Тъй като не е имал агресивни намерения срещу друга държава освен Испания, френският крал не разбира защо му е било попречено. Именно в това са причините за Холандската война – Луи решава да отмъсти на Холандия и да я неутрализира като сила, способна да подкрепя Испания.
Франция се подготвя за войната много внимателно. Тя се стреми да разруши Тройния съюз и да изолира Холандия, за да може след това с бърз удар да я унищожи. На 1 юли 1670 г. Луи XIV успява да привлече на своя страна английския крал Чарлс II, като срещу значителна сума го уговаря да действат заедно против Холандия (договора от Дувър). В същото време купува с пари и неутралитета на Швеция. Окупира областите Елзас и Горна Лотарингия, за да защити тила си. Всичко това остава в тайна за холандския лидер Ян де Вит, който почти до нападението не подозира за надвисналата опасност.

## Първи етап на войната (1672 – 1674 г.)
На 6 май 1672 г. 120-хилядна френска армия (огромна сила за това време) навлиза в Испанска Нидерландия под командата на херцозите Конде и Люксамбур. Само за няколко дни тя стига до холандска територия, прехвърля се през Рейн и излиза в гръб на малобройната (около 40 000 души) и лошо организирана холандска армия, която се командва от щатхаутера на Нидерландия Уилям III. Тя не може да отстъпи към Амстердам, така че изчаква в провинцията Оверейсел какво ще се случи. На 23 юни французите превземат Утрехт, а до края на месеца стигат до големия залив Зойдезее в непосредствена близост до Амстердам и Хага. На 3 юли Ян де Вит, чувствайки се в безизходица, се решава на отчаяна постъпка – той нарежда да се отворят шлюзовете на дигите, които задържат водите над отвоюваните от морето земи и умишлено предизвиква наводнение. Макар то да спасява столиците, загиват много хора, а две провинции са съсипани. Това довежда до революция през август, до зверското убийство на Ян де Вит и до поемането на властта от Уилям III, тогава само на 22 години. Уилям III е много по-войнствено настроен и представлява сериозен противник на френския крал.
Докато французите са принудени да спрат по такъв брутален начин, английският флот организира десант, с който Нидерландската република да бъде довършена. Войната по море е известна също като Трета англо-холандска война. Тя е решена на 21 юли 1673 г., когато прочутият нидерландски адмирал де Ройтер (най-успешният адмирал в холандската история) побеждава съюзниците край остров Тексел. Там французите изоставят англичаните сами на съдбата, което скоро довежда до оттеглянето на Англия от войната. От друга страна Австрия и Бранденбург се притичват на помощ на Холандия, но твърде неуверено. Вялите военни действия през втората половина на 1673 г. са без особено значение. Освен това срещу тях е изпратен опитният маршал Тюрен, който парира всички по-енергични инициативи. Съюзът на тези държави срещу Франция, известен като Първа Хагска коалиция, скоро се разпада.
През 1673 г. се водят преговори в Кьолн, на които Луи XIV се явява с искреното желание за мир, но с много високи искания. Ако имаше насреща си Ян де Вит, той може би би успял, но Уилям III е войнствено настроен, а освен това войната му е необходима, за да поддържа властта му. Тези преговори се провалят и Франция се оказва сама срещу нов съюз (Втора Хагска коалиция), в която влизат Нидерландия, Испания, Австрия и Бранденбург. Луи приема да продължи войната, която се води на три фронта – в Нидерландия, по Рейн и в Пиренеите.

## Втори етап на войната (1674 – 1678 г.)
Първата задача на Франция, когато се очертава продължителна война, е да окупира испанското владение по своите източни граници Франш-Конте. Това е извършено от самия крал през 1674 г. при минимална съпротива от страна на испанските власти и местното население.
В Нидерландия французите определено доминират под командата на Конде и Люксамбур. Още през 1673 г. те се оттеглят от територията на Холандия и се отказват от плана за нейното унищожаване. Сега те се концентрират върху идеята да завладеят колкото се може повече територии, най-вече за сметка на Испания. През 1674 г. те печелят трудна победа при Сенефе, възползвайки се от противоречията между генералите в армията на съюзниците. След това напрежението там спада и като главен военен театър се очертава Рейн.
С малката си армия Тюрен навлиза в Германия и побеждава бранденбургците при Зинсхайм, после се оттегля зад реката. Когато противниците му, вече обединени с австрийците, го последват, той ги изненадва през януари 1675 г. и отново ги побеждава при Тюркхайм. Макар че успехите му не са категорични, той принуждава германците да отстъпят, поради което лично е приет от Луи XIV, за да получи благодарност. Още през същата година обаче в едно друга сражение той пада убит и това предизвиква криза във френското командване по Рейн. Съюзниците обаче също се отказват от идеята да нахлуват във Франция оттам.
В началото на 1675 г. Франция вкарва последния си дипломатически коз във войната – Швеция. Срещу солидни субсидии шведите нападат Бранденбург, но през юни претърпяват толкова унизително поражение при Фербелин, че бранденбургския курфюрст се прочува по цяла Европа, а Швеция е нападната също от Дания, така че се налага да се отбранява. Все пак Франция печели оттеглянето на бранденбургците от военните действия и на част от нидерландския флот. След този епизод Луи XIV осъзнава, че няма вече кой да му се притече на помощ и ще трябва да победи само чрез сила.
В Испания френският крал изпраща своя талантлив маршал Шомберг, който превзема Фигерас и Херона, но не успява да стигне до Барселона. През 1674 г. избухва въстание в Месина, Сицилия, която по това време е испанско владение. Въстаниците се обръщат с молба към Луи XIV да анексира острова и той изпраща на помощ силна ескадра, начело с Абрам Дюкен. Испанците също викат на помощ холандски флот, оглавен лично от де Ройтер. В битката при Аугуста де Ройтер пада убит от оръдейно гюле (също като Тюрен) и след това за Дюкен не представлява трудност да подпали холандско-испанския флот. Въпреки това той не подкрепя достатъчно въстаниците и когато се оттегля, испанците си връщат целия остров.
През 1677 и 1678 г. военните действия по Рейн се поемат от Франсоа дьо Креки от френска и херцога на Лорен от имперска страна. След много перипетии Креки превзема Фрайбург и побеждава при Райнвелд (юли 1678), така че възпрепятства всякакво нахлуване във Франция. През това време г. маршал Люксамбур печели решителна победа в Нидерландия (битката при Касел) и отваря път към покоряването на цялата област от Франция. Толкова много крепости са превзети от французите, че испанската власт в Брюксел остава островче сред френско море. Когато през 1678 г. огънят навсякъде е прекратен, французите определено имат надмощие и контролират множество чужди земи.

## Неймегенски мирни договори и последици от войната
Основна статия: Неймегенски договори
Както е характерно за войните от това време, мирните преговори започват три години преди края на войната и съпътстват военните действия. Когато някоя от страните постигне надмощие, тя увеличава исканията си при преговорите.
През 1677 г. започва работа мирната конференция в нидерландския град Неймеген. Съюзниците искат Луи XIV да се върне в границите си преди войната, но успешната за французите кампания през 1678 г. дава основание на френския крал да бъде смел. Неговият представител граф д'Естрад издига претенции към цялата област Франш Конте и към редица крепости в Нидерландия. Това означава, че териториалните загуби ще бъдат само за Испания. Вижда се стратегията на Франция да раздели враговете си, като ощети само един от тях. Луи печели пълна победа в тази дипломатическа игра, тъй като нидерландците, доволни, че се отървават без загуби и дори без промяна на търговските си преференции, бързо се съгласяват. Генералните щати на Нидерландската република подписват мира с Франция на 10 август 1678 г. при яростното несъгласие от страна на Уилям III, който четири дни след мира атакува французите при Монс с надеждата да провокира продължение на войната. Едва след неуспеха в това начинание той се примирява.
Договорът с Испания от 17 септември е постигнат при безпомощна ярост от страна на победените, които биват наказани жестоко заради съчувствието си към нидерландците. Испания изгубва цялото Франш Конте (16 000 кв. км), както и 14 крепости в Нидерландия (Валансиен, Камбре, Сент Омер и Ипр), но получава други в замяна. Като цяло тук Франция придобива само 3800 кв. км земи с предимно стратегическо значение. В Рейнланд договорът със Свещената Римска империя отнема Филипсбург от Франция за сметка на Фрайбург, но не внася никакви съществени промени. Равносметката за Франция е около 22 000 кв. км разширение, което е по-малко от 5% от площта ѝ, но това е постигнато срещу впечатляваща коалиция. Така че най-важната полза на Франция и нейния крал е постигнатото надмощие в Европа и откриването на нови възможности и налагане на власт.